# Joey Johnston
Joseph John Johnston (Peterborough, 3 marzo 1949) è un ex hockeista su ghiaccio canadese.
Nel corso della carriera ha giocato nella National Hockey League.

## Carriera
Johnston crebbe a livello giovanile nella Ontario Hockey Association disputando tre stagioni con la maglia dei Peterborough Petes. In occasione dell'NHL Amateur Draft 1966 fu scelto in ottava posizione assoluta dai New York Rangers.
Durante la stagione 1967-68 esordì fra i professionisti militando in squadre affiliate ai Rangers come gli Omaha Knights e i Buffalo Bisons. Nell'estate del 1968 passò ai Minnesota North Stars, squadra con cui giocò solo undici partite in tre anni di permanenza. In quegli anni giocò infatti in diversi farm team della Central Hockey League e della American Hockey League.
Tutto cambiò nel 1971 quando fu ceduto ai California Golden Seals: le gravi difficoltà della squadra a trovare giocatori di livello, molti dei quali passati alla concorrente WHA, permisero a Johnston di emergere e di conquistare un ruolo da leader. Fu scelto per tre anni consecutivi per rappresentare la squadra all'NHL All-Star Game e fu capitano della squadra per una stagione e mezza.
Nell'estate del 1975 fu vittima di un grave incidente automobilistico che ne compromise il prosieguo della carriera; infatti al termine della stagione 1975-1976 con i Chicago Blackhawks decise di ritirarsi dall'attività agonistica.

## Palmarès

### Individuale
- AHL All-Star First Team: 1

1970-1971
- NHL All-Star Game: 3

1973, 1974, 1975